# 宝安スタジアム
宝安スタジアム(ほうあんスタジアム、簡体字中国語: 宝安体育场、英: Bao'an Stadium)は、中華人民共和国の広東省深圳市宝安区にある多目的スタジアムである。

## 概要
2011年に開場。収容人数は40,000人、総敷地面積は119,735平方メートル。スタジアムを支える骨組みが緑色に塗装されており、スタジアム全体が竹林を模した形になっている。また、隣には室内競技全般に使用可能な宝安体育館が隣接しており、全体で宝安スポーツセンター（宝安体育中心）と呼ぶこともある。
主にサッカーの試合に用いられる。2011年夏季ユニバーシアード女子サッカー競技の会場として用いられた。

## 交通アクセス
深圳地下鉄1号線の宝体駅、深圳地下鉄11号線の宝安駅が最寄り駅。